# Fontaine-au-Pire Communal Cemetery
Fontaine-au-Pire Communal Cemetery is een Britse militaire begraafplaats gelegen in de Franse plaats Fontaine-au-Pire (Noorderdepartement). De begraafplaats wordt onderhouden door de Commonwealth War Graves Commission.
De begraafplaats telt 70 geïdentificeerde Gemenebest graven uit de Eerste Wereldoorlog.